# Rinaldo Brancaccio
Rinaldo Brancaccio (ur. (?), zm. 27 marca 1427) – włoski kardynał okresu wielkiej schizmy zachodniej, reprezentujący najpierw "rzymską", a następnie "pizańską" obediencję.

## Życiorys
Pochodził z Neapolu. W 1384 papież Urban VI mianował go kardynałem diakonem Santi Vito e Modesto. Pozostawał w "rzymskiej" obediencji aż do 1409 roku, kiedy wziął udział w Soborze w Pizie oraz w soborowym konklawe 1409. Uczestniczył w konklawe 1410 i 25 maja 1410 koronował w Bolonii antypapieża Jana XXIII. Administrator archidiecezji Palermo (1410–1414) i Tarent (1412–1420). Jan XXIII w 1412 mianował go gubernatorem prowincji Campagna e Marittima oraz archiprezbiterem Bazyliki Santa Maria Maggiore. W imieniu antypapieża prowadził negocjacje pokojowe z królem Neapolu Władysławem. Uczestniczył w kończącym Wielką Schizmę Soborze w Konstancji. Na polecenie papieża Marcina V zamknął obrady soboru słowami "Domini, ite in pace". Administrator diecezji Aversa od 1418 roku. Zmarł w Rzymie, ale jego szczątki przeniesiono do Neapolu.